# Вітанково
Вітанково (пол. Witankowo) — село в Польщі, у гміні Валч Валецького повіту Західнопоморського воєводства.
Населення — 676 осіб (2011).
У 1975-1998 роках село належало до Пільського воєводства.

## Демографія
Демографічна структура станом на 31 березня 2011 року:
|          | Загалом | Допрацездатний вік | Працездатний вік | Постпрацездатний вік |
| -------- | ------- | ------------------ | ---------------- | -------------------- |
| Чоловіки | 335     | 83                 | 228              | 24                   |
| Жінки    | 341     | 82                 | 198              | 61                   |
| Разом    | 676     | 165                | 426              | 85                   |